# پدرو تروگلیو
پدرو تروگلیو (زادهٔ ۲۸ ژوئیهٔ ۱۹۶۵) یک بازیکن فوتبال اهل آرژانتین است. وی همچنین در تیم ملی فوتبال آرژانتین بازی کرده است.